# Jeff Prescott

Zawodnik Penn State Nittany Lions

Jeff Prescott (ur. 1969) – amerykański zapaśnik w stylu wolnym. Zdobył srebrny medal na mistrzostwach panamerykańskich w 2002. Zawodnik Olean High School i Pennsylvania State University. Trzy razy All American (1990 – 1992). Pierwszy w NCAA Division I w 1991 i 1992; piąty w 1990. Outstanding Wrestler w 1991 roku.